# Os negre americà
L'os negre americà (Ursus americanus) és l'os més comú a Nord-amèrica. Es troba en una àrea geogràfica que s'estén del nord del Canadà i d'Alaska a Mèxic. És present de les costes atlàntiques a les costes pacífiques de Nord-amèrica. Se'l pot trobar en 39 dels 50 estats americans i a totes les províncies canadenques. La població d'ossos negres era sens dubte de 2 milions d'individus abans. Avui, l'espècie és protegida i es considera que n'existeixen més de 600.000 a tot el continent.
Encara que el nom comú és os negre i que indica una característica associada al color, no ha de ser considerar-se literalment per a referir-se a l'espècie Ursus americanus, ja que la coloració varia tant entre els individus i les regions, que fins i tot hi ha poblacions d'ossos «negres» i de color blanc en una illa de la Colúmbia Britànica, al Canadà.
La seva imatge s'ha popularitzat a nivell mundial a través d'innombrables històries i personatges de caricatures. És un animal bastant abundant que s'adapta millor a la presència humana que altres espècies d'ossos. Les estratègies desenvolupades pel seu estudi i conservació, han servit de model per a conèixer millor l'ecologia d'altres ossos més estranys.
A diferència del seu cosí l'os bru, que és eurasiàtic d'origen, l'os negre evolucionà al nord d'Amèrica fa dos milions d'anys. Alguns experts creuen que l'origen nord-americà de l'os negre pot tenir a veure amb la seva major capacitat d'adaptació respecte a la de l'os bru, degut a una major pressió depredadora produïda durant la prehistòria a Nord-amèrica. És parent proper de l'os del Tibet, amb el qual es creu que comparteix un ancestre comú europeu.

## Descripció
L'os negre americà, a quatre potes, té una longitud que varia entre els 150 i 180 cm i una alçada d'entre 75 i 90 cm a l'espatlla. Quan es posa dempeus, l'os negre pot arribar a una alçada de 2.10 m. Les femelles són un 30% més petites que els mascles. És un exemple de dimorfisme sexual. Les femelles pesen entre 40 i 180 kg, mentre que el pes dels mascles varia entre 115 i 275 kg. Els mascles adults poden arribar fins als 300 kg, però hi ha registres de mascles d'os negre trobats a la natura amb una longitud de fins a 240 cm i un pes de quasi 365 kg. L'os negre americà més gros que s'ha registrat mai fou el d'un mascle de Carolina del Nord que pesava 400 kg. A l'altre extrem, podem trobar ossos adults molt petits amb un pes de 39 kg en el cas de les femelles i de 47 en el dels mascles. Les cries pesen habitualment entre 200 i 450 g acabades de néixer. Els adults tenen els ulls petits, les orelles arrodonides, el musell allargat, el cos gros i la cua curta. Té un excel·lent sentit de l'olfacte. Encara que generalment tenen el pèl negre, el pelatge pot variar del blanc al marró xocolata, marró cinnamon i ros (principalment a l'oest del riu Mississipi), fins al negre de l'est (el mateix que es troba al Canadà, a la frontera entre Manitoba i Ontario). Ocasionalment presenten una lleugera ‘'V de color blanc al pit. La cua mesura uns 12 o 13 cm de llarg.
La seva característica manera de caminar arrossegant les potes és el resultat de la manera de caminar dels plantígrads, amb les potes del darrere lleugerament més llargues que les de davant. Una altra raó de l'aparent arrossegament de les potes és que normalment camina com si estigués pasturant. A diferència de molts quadrúpedes, les cames d'un costat es mouen junts en comptes de canviar, igual que un cavall pasturant. Cada pota té cinc urpes llargues i fortes que utilitza per despedaçar, excavar i grimpar. Encara que relativament menys fort que l'os bru, l'os negre continua sent molt fort. En un registre, es parla d'una cria d'os negre de 55 kg que havia aixecat una roca de 140/146 kg. Quan és necessari, pot córrer a velocitats de fins a 48 km/h i és un bon nedador. Les orelles d'un os negre són més grosses i erectes que les de l'os bru i li manca la gepa de l'espatlla.

## Ecologia i conducta
L'os negre es troba en una àmplia varietat d'hàbitats. Generalment prefereix les zones boscoses i d'arbustos, però també viuen a les faldes dels turons o les muntanyes, a zones pantanoses, a zones cremades, a zones riberenques, a camps de conreu, i, de vegades, a pendents d'allaus. Podem trobar l'os negre tant en zones humides de boscos de fulla caduca o coníferes com en hàbitats més àrids de sàlvia i ginebre o als boscos de pins i cedres dels estats de l'oest. Habitualment durant l'hivern els ossos negres hibernen en caus foradats als arbres, sota trons o roques, a les riberes dels rius, en coves, a clavegueres i en depressions. Normalment els caus no són reutilitzats d'un any al següent. Si bé no mengen, beuen, defequen o orinen durant la hibernació, de fet no és com l'autèntica hibernació dels mamífers més petits, ja que la seva temperatura corporal no baixa significativament i d'alguna manera segueixen alerta i actius. Les femelles donen a llum i alleten a les cries, durant la hibernació.
Quan surten dels seus caus d'hivern als inicis de la primavera, busquen la carronya d'animals morts durant l'hivern i els nous brots de moltes espècies de plantes, especialment plantes de les zones humides. A les zones muntanyoses, busquen farratge al vessant sud de petits turons i a mesura que l'estiu avança es van traslladar als vessants nord i est de les elevacions més altes. L'os negre aprofita el seu dens pelatge per amargar-se i com a protecció tèrmica, així com per dormir. S'enfilen als arbres per escapar del perill i utilitzen les zones boscoses i rius com a rutes de fugida.

## Reproducció
Les femelles generalment arriben a la maduresa sexual cap als 3 o 4 anys i amb una nutrició adequada poden donar a llum cada 2 anys. En hàbitats de pobra qualitat, poden no madurar fins als cinc o 7 anys i saltar-se cicles de reproducció. Els mascles són sexualment madurs a la mateixa edat, però poden no ser prou grossos per guanyar-se els drets de reproducció fins que tenen 4 o 5 anys (han de ser prou grossos per guanyar baralles amb altres mascles i ser acceptats per les femelles). L'aparellament es produeix generalment durant l'estiu des de mitjans juny fins a mitjan agost, amb alguna variació depenent de la latitud, però amb la diapausa embrionària, els embrions no comencen a desenvolupar-se fins que la mare entra al cau a la tardor per hibernar durant els mesos d'hivern. A causa d'aquesta demora, la gestació pot ser de 7 a 8 mesos, però el desenvolupament real és aproximadament de 60 dies. Tanmateix, si l'alimentació és escassa i la mare no ha adquirit prou greix per a mantenir-se a si mateixa durant la hibernació, així com per donar a llum i alimentar les cries, els embrions no es desenvolupen.
Les cries neixen generalment al gener o al febrer. Són molt petites, pesen al voltant de 275 i 380 grams, són cegues, gairebé no tenen pèl i estan indefenses. Les femelles acostumen a donar a llum de dos a tres cries, encara que s'han registrat casos de fins a quatre i cinc. La primera vegada les mares solen tenir una sola cria. Les mares alleten les cries amb una llet rica que fa que cap al desglaç de la primavera, quan els ossos comencen a deixar als seus caus, les cries siguin ja peludes, amb molta energia, curiositat i ganes de jugar. En aquest moment, pesen al voltant de 2 a 4 kg. Quan la mare percep el perill, esbramega a les cries perquè pugin a un arbre alt. La mare els deslleta entre juliol i setembre del seu primer any i es queden amb la mare durant el primer hivern. Les cries s'independitzen durant el seu segon estiu (quan tenen aproximadament un any i mig). En aquest moment, la mare entra en zel de nou.
La supervivència de les cries depèn totalment de l'habilitat de la mare en l'ensenyament dels hàbits alimentaris, d'on trobar menjar i on buscar refugi de la calor o del perill.

## Dieta
Els ossos negres són omnívors amb una dieta que inclou plantes, carn i insectes. La seva dieta està formada aproximadament en un 10-15% per matèria animal. A Nord-amèrica es troben a dalt de tot de la cadena alimentaria, amb l'excepció dels àmbits en els que conviuen amb l'os bru. L'os negre menja una gran varietat d'aliments, principalment herbes, nous i baies. A l'estat de Washington i altres parts del nord-oest del Pacífic, menja també una gran quantitat de cols fètides (Symplocarpus foetidus), cues de cavall i l'escorça dels arbres durant la primavera. A Massachusetts també s'alimenten habitualment de glans durant la primavera.
S'alimenten de carronya i insectes (principalment per les larves), com ara les de formigues fusteres (Camponotus pennsylvanicus ), vespes, abelles i tèrmits. L'atac als rusquers, tant per les larves com per la mel, és la manera més senzilla d'obtenir d'hidrats de carboni (mel) i proteïnes (larves). També mengen petits mamífers (com els rosegadors) i ungulats, sobretot els joves. A Michigan i l'estat de Nova York, l'os negre captura cérvols de Virgínia. A més, està documentat que capturen cries de uapitís a Idaho i d'ants a Alaska. La captura de cries d'ant (la seva presa habitual més grossa) pot ser perillosa, especialment quan les mares, agressives i molt protectores, es troben a prop.
A més, l'os negre menja salmons, catostòmids, truites, ous d'al·ligàtor americà, crancs de riu i també busca aliments a hortes i cultius agrícoles. És possible que amb freqüència facin incursions a deixalleries, càmpings, o s'apropiïn de menjar dels contenidors d'escombraries de les empreses o de domicilis particulars.
L'os negre sol arrossegar la seva presa a llocs coberts, preferint alimentar-se aïllat. Sovint comença a alimentar-se de les mames de les femelles lactants, tot i que en general prefereix la carn de les vísceres. La pell de les grans preses és reduïda i es va convertint en l'esquelet que roman en gran part intacte. A diferència dels llops i coiots, l'os negre rarament dispersa les restes de les seves preses. La vegetació al voltant del cadàver es troba normalment aixafada i els seus excrements es troben amb freqüència a prop. L'os negre pot tractar de cobrir les restes de les preses més grosses, encara que no ho fan amb la mateixa freqüència que els pumes i els ossos grizzly.

## Relacions predatòries interespecífiques
En algunes zones, l'os negre comparteix el seu hàbitat amb l'os bru. Donat que és més petit, es troba en desavantatge enfront d'ell en llocs oberts, sense o amb poca vegetació. Tot i que està documentat que l'os negre s'ha vist desplaçat per l'os bru, s'han registrat pocs casos de morts d'os negre a mans d'ossos bruns. Els hàbits diürns de l'os negre que viuen en zones de vegetació densa, oposats als hàbits nocturns de l'os bru amb preferència pels llocs oberts, generalment assegura que les dues espècies evitin confrontacions en els llocs on hi conviuen.
L'os negre també comparteix habitat amb els pumes i pot competir amb ells per les preses. De la mateixa manera que l'os bru, de vegades arrabassen preses als pumes. Un estudi descobrí que, al Parc Nacional de Yellowstone, les dues espècies d'os assetgen un 24% de les preses dels pumes, arribant a prendre-li un 10%. Malgrat tot, els ossos negres i els pumes rarament protagonitzen baralles violentes i generalment no van més enllà de tractar d'espantar-se mútuament amenaçant d'envestir, amb grunyits, amb cops, etc.
Les trobades entre ossos negre amb llops són molt menys freqüents que amb l'os bru, degut a les deferències quant a les preferències pels hàbitats. La majories de trobades entre ells tenen llocs entre els individus que habiten més al nord, sense que hi hagi registres de trobades a Mèxic. Malgrat que l'os negre és molt més fort que el llop, s'han documentat nombrosos casos de grups de llops que han mort un os negre sense arribar a menjar-se'l. Al contrari que succeeix amb l'os bru, l'os negre habitualment perd amb els llops en la lluita per les preses. Els goluts s'han enfrontat amb l'ossos negres per les preses, però el cós més gros i fort de l'os negre el posa en desavantatge. De vegades, si el conflicte es torna violent, l'os negre pot arribar a matar el golut. S'han registrat, tot i que en rares ocasions, atacs d'al·ligàtor americà a ossos negres, principalment a cadells. Sempre què els és possible, els altres depredadors eviten els enfrontament amb ossos negres (sobretot amb els grans mascles), sobretot si la confrontació es porta a terme cos a cos. De totes maneres, l'os negre és generalment tímid i prefereix fugir en lloc de lluitar.

## Subespècies
- Ursus americanus altifrontalis (Elliot, 1903).[20] Costa nord-occidental pacífica de Nord-amèrica des de la Colúmbia Britànica fins al nord de Califòrnia i el nord d'Idaho)[21][22]
- Ursus americanus amblyceps (Baird, 1859).[23] Colorado, Nou Mèxic, Texas, la meitat oriental d'Arizona, el nord de Mèxic i el sud-est de Utah[22]
- Ursus americanus americanus (Pallas, 1780).[24] Entre l'est de Montana i l'Atlàntic, i des d'Alaska, i a través del Canadà, fins a l'Atlàntic i Texas[22]
- Ursus americanus californiensis (Miller, 1900).[25] Des de Califòrnia fins al sud d'Oregon[26][22]
- Ursus americanus carlottae (Osgood, 1901)
- Ursus americanus cinnamomum (Audubon i Bachman, 1854)
- Ursus americanus emmonsii (Dall, 1895)
- Ursus americanus eremicus (Merriam, 1904)
- Ursus americanus floridanus (Merriam, 1896)
- Ursus americanus hamiltoni (Cameron, 1957)
- Os de Kermode (Ursus americanus kermodei ) (Hornaday, 1905)
- Ursus americanus luteolus (Griffith, 1821)
- Ursus americanus machetes (Elliot, 1903).[27]
- Ursus americanus perniger (J. A. Allen, 1910).[28]
- Ursus americanus pugnax (Swarth, 1911)
- Ursus americanus vancouveri (Hall, 1928)[29][30]

## Galeria

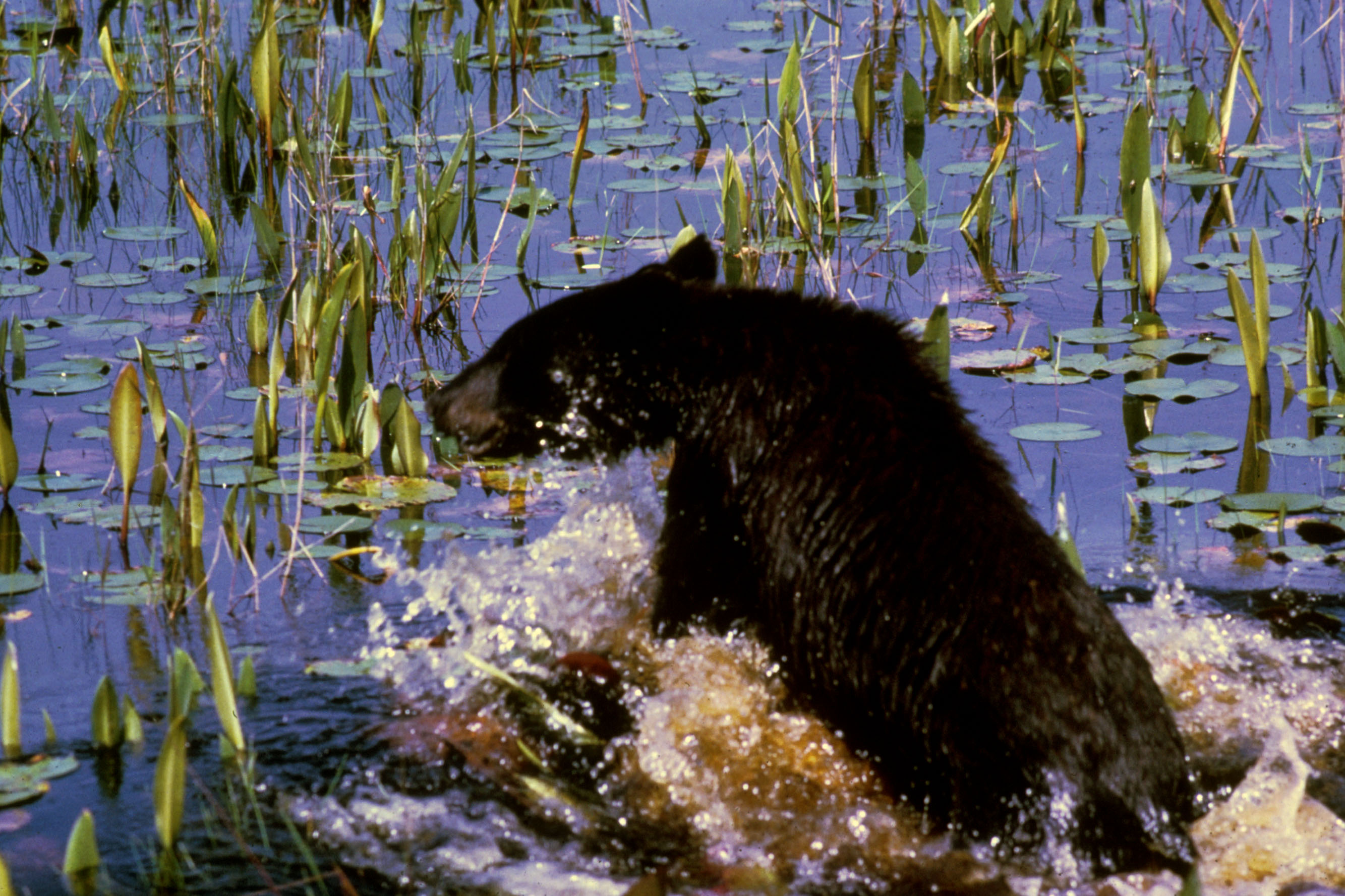
Cadell
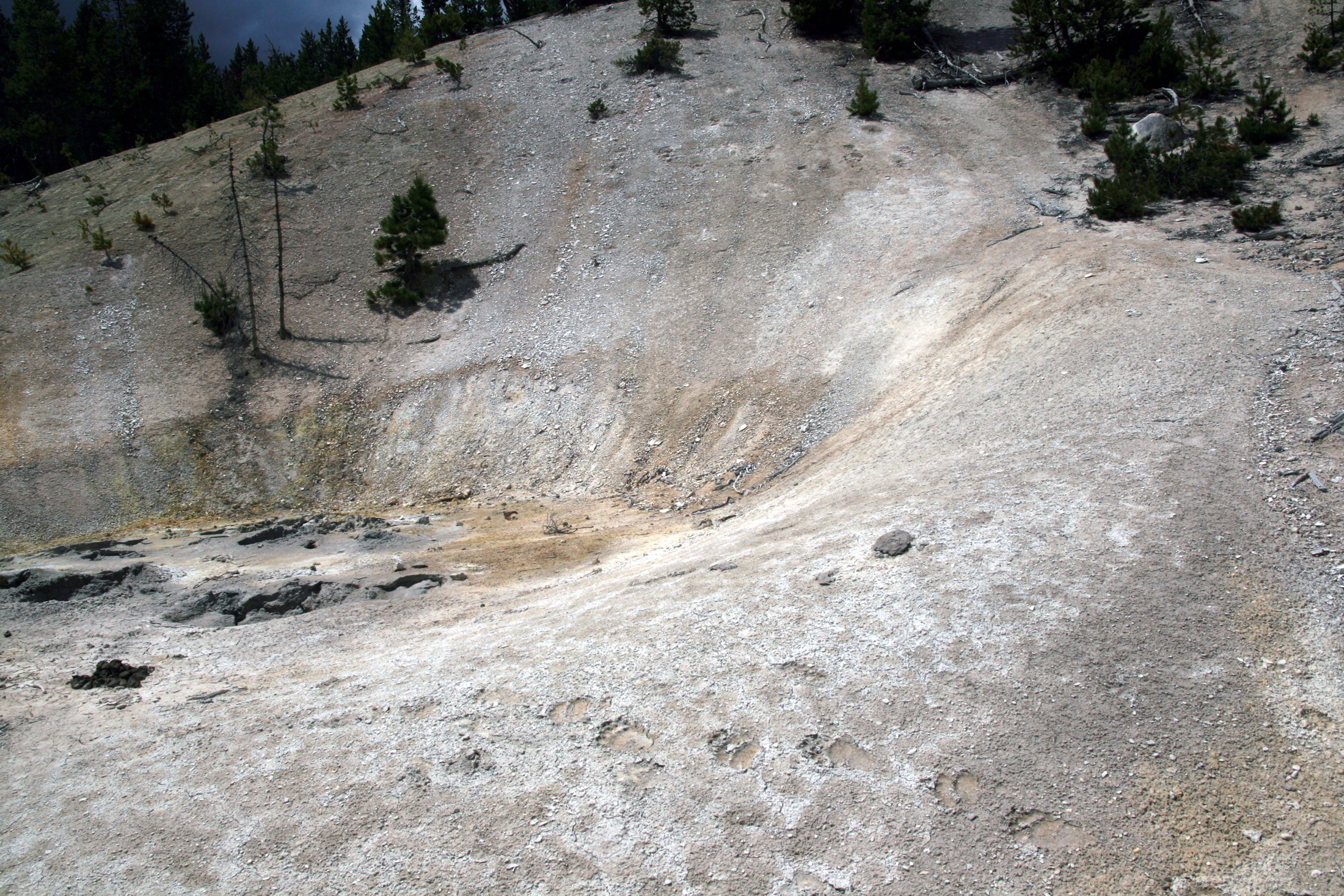
Petjades d'os negre a Hot Spring, Parc Nacional de Yellowstone
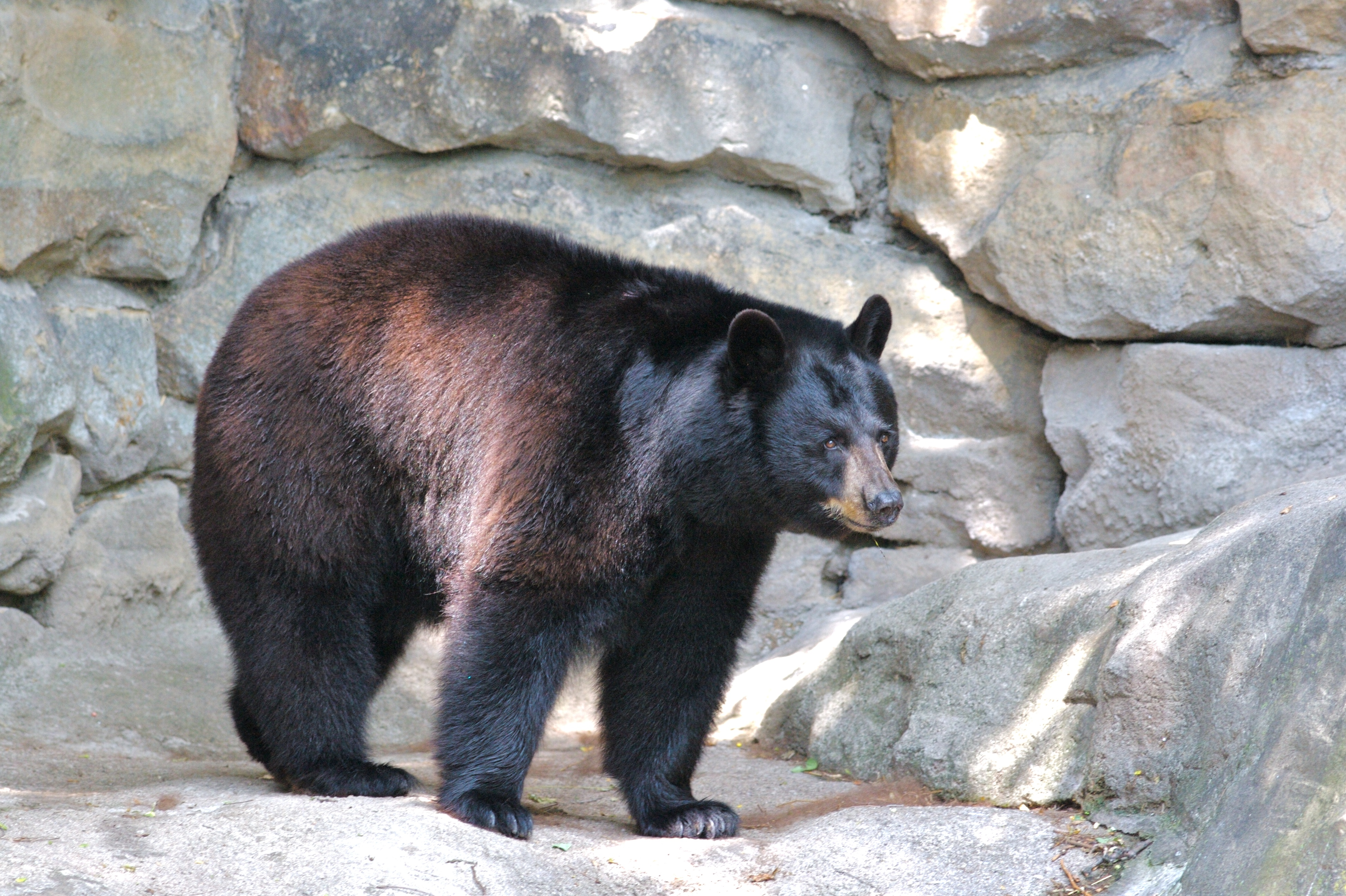
Exemplar al zoo de Pittsburgh
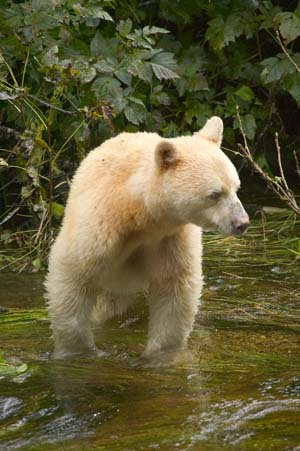
Ursus americanus kermodei
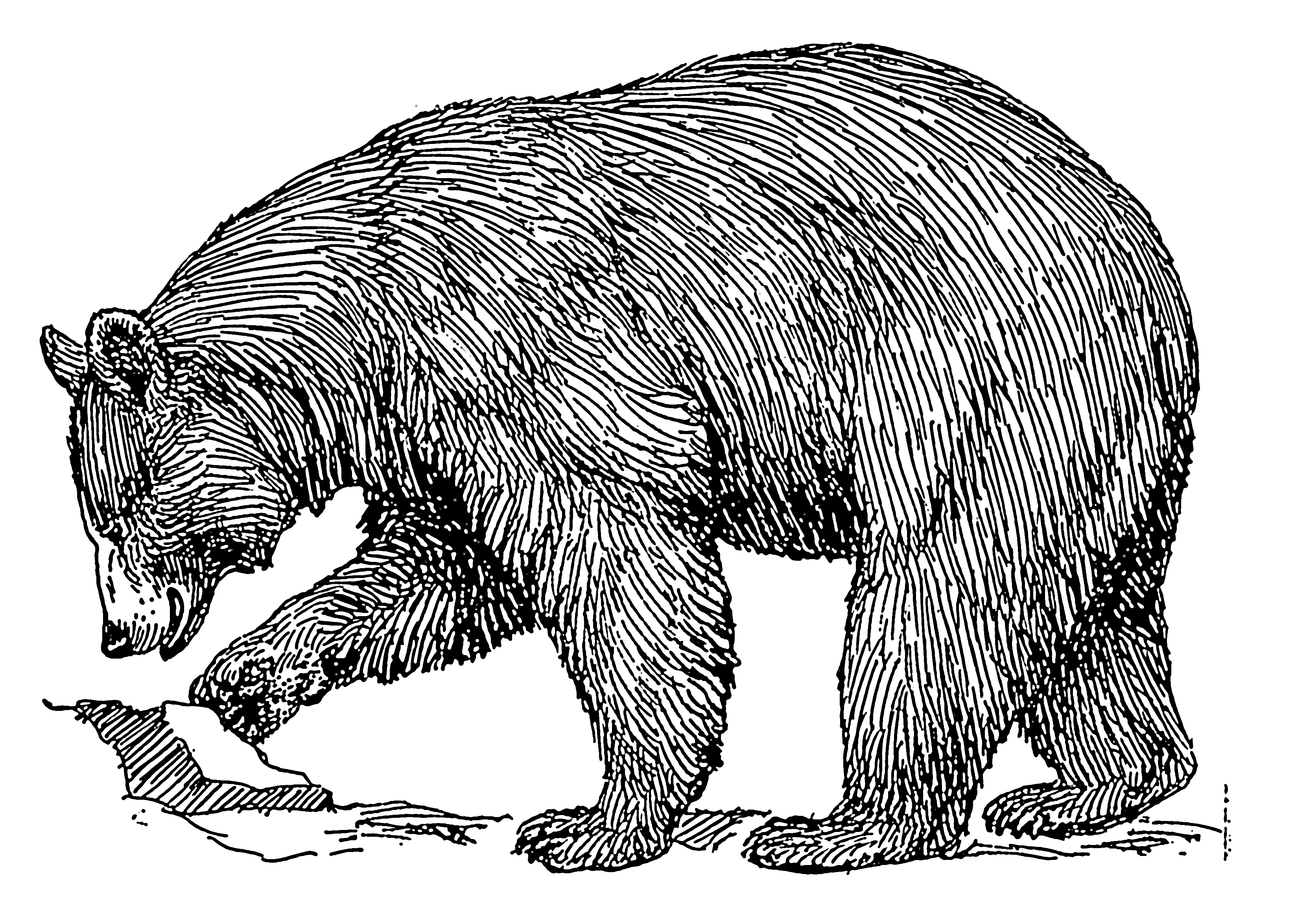
Os negre americà
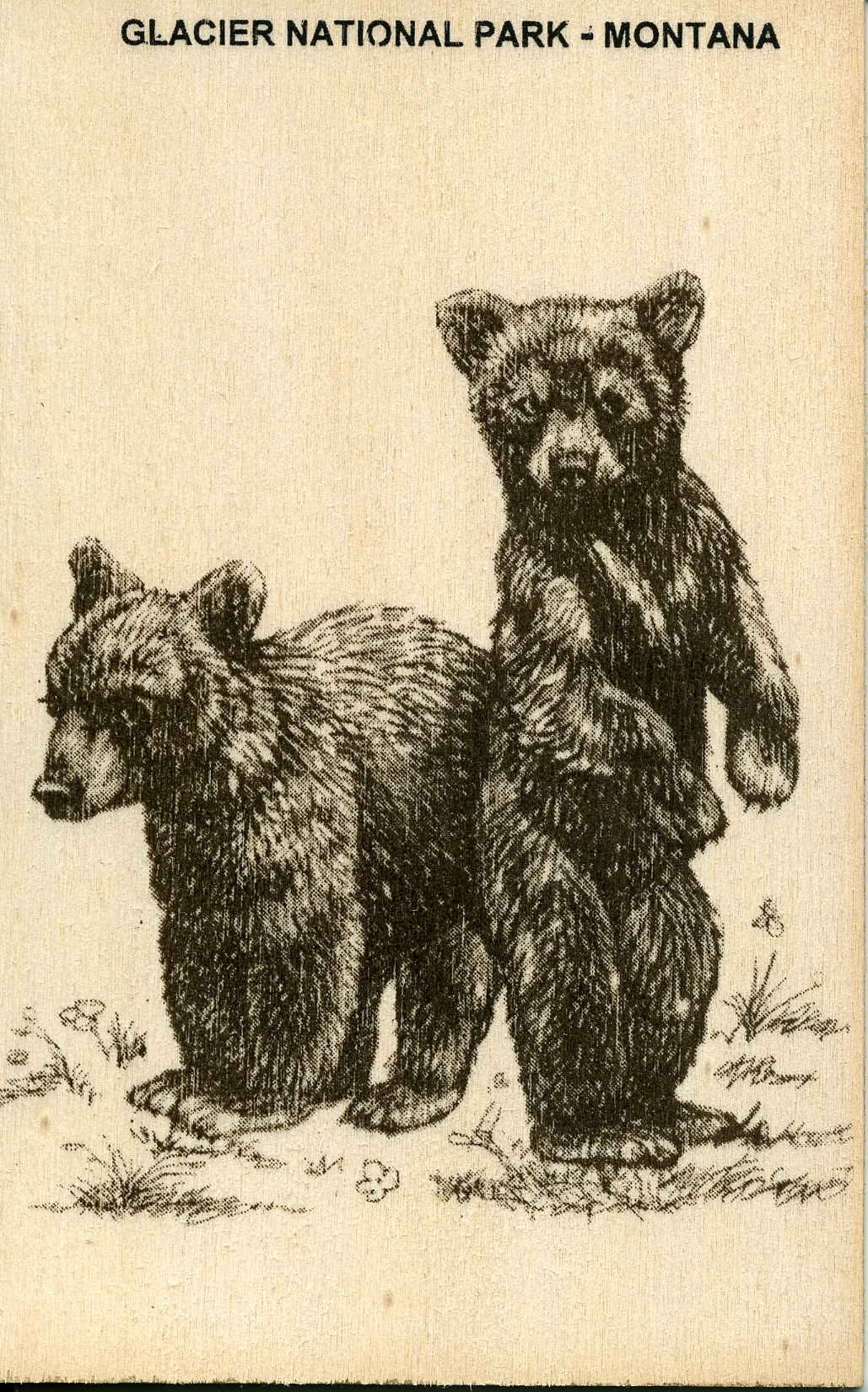
Postal de fusta amb cadells d'os negre
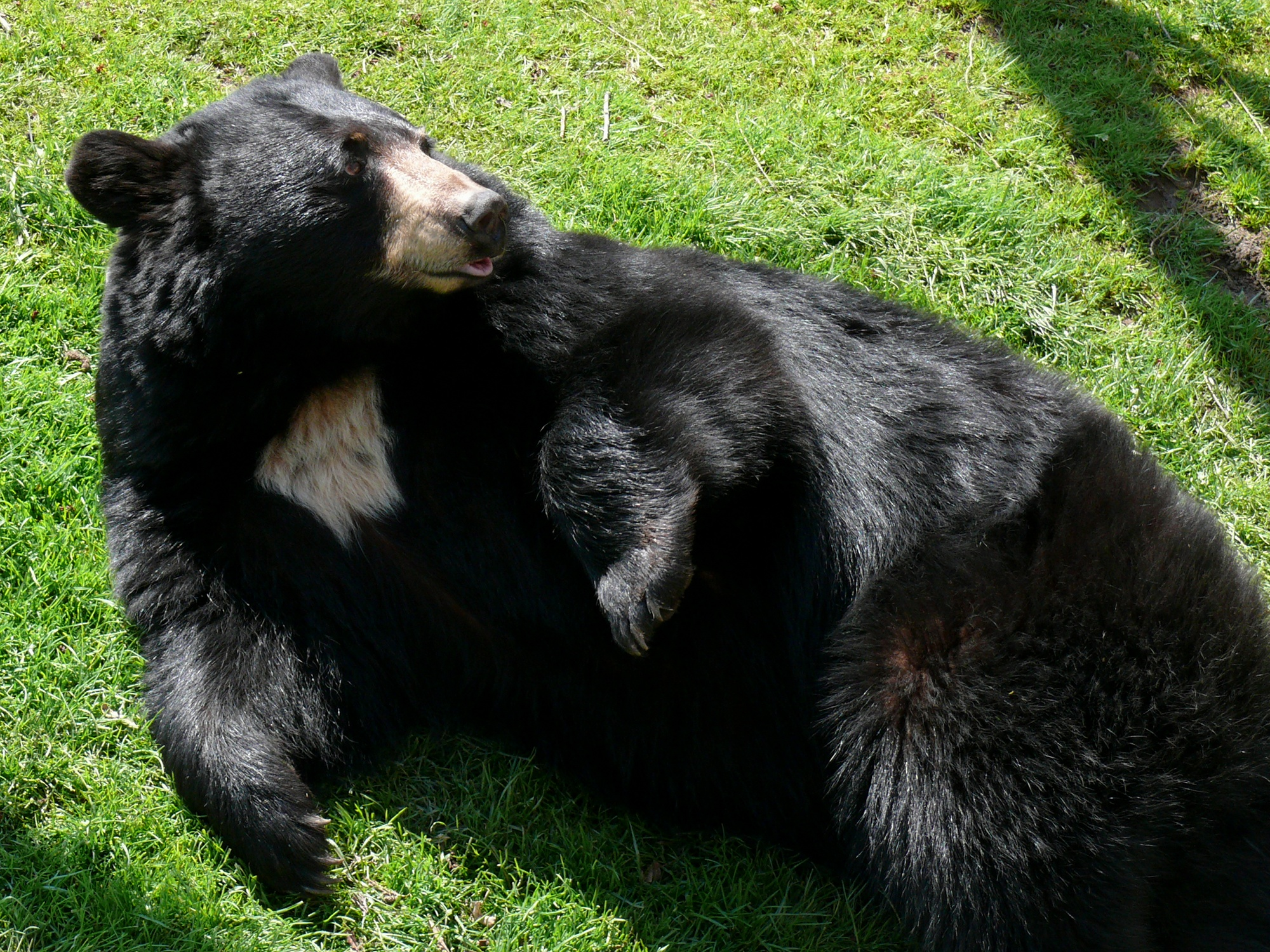
Un os negre ajagut
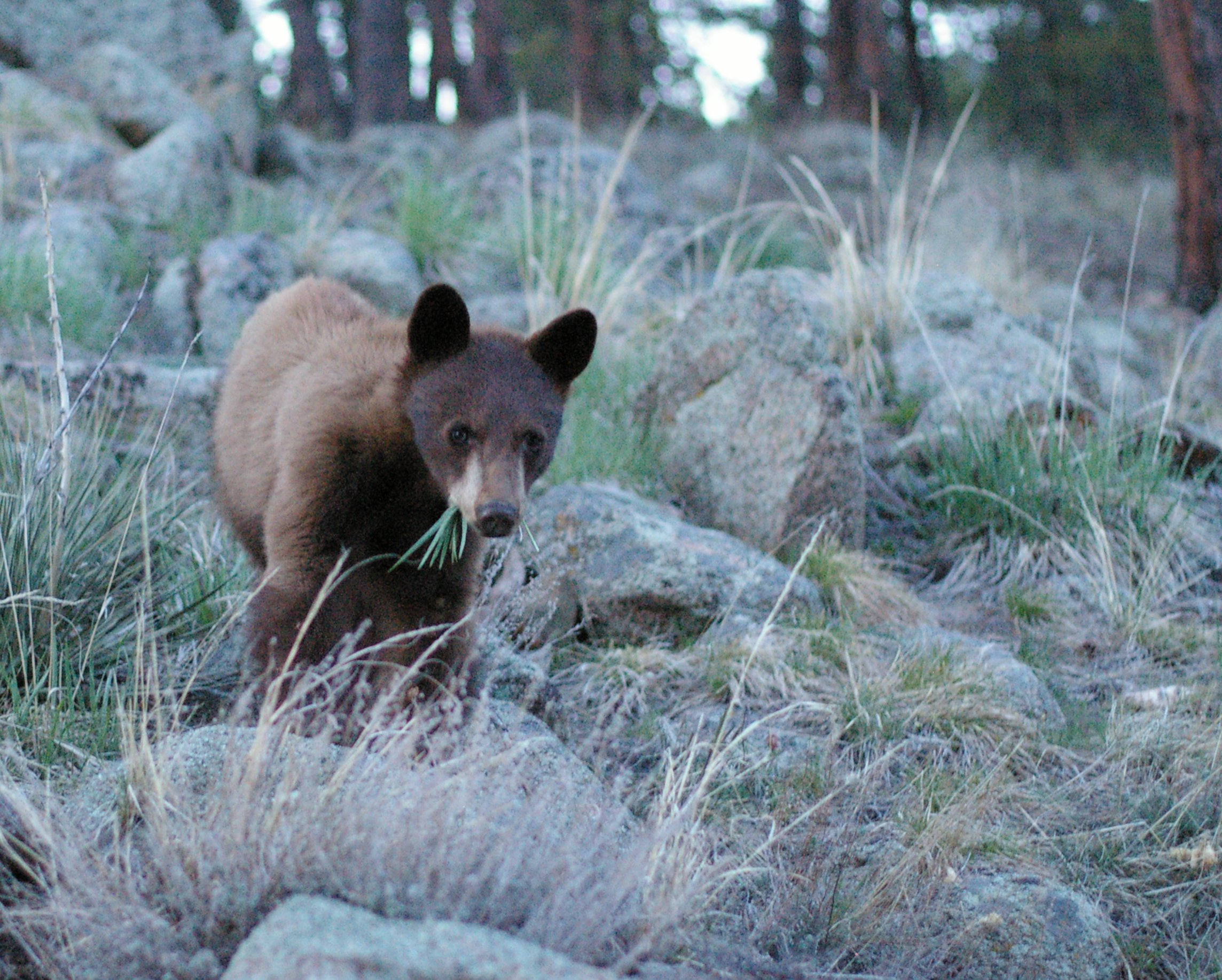
Cadell fotografiat a l'oest de Boulder (Colorado), Estats Units
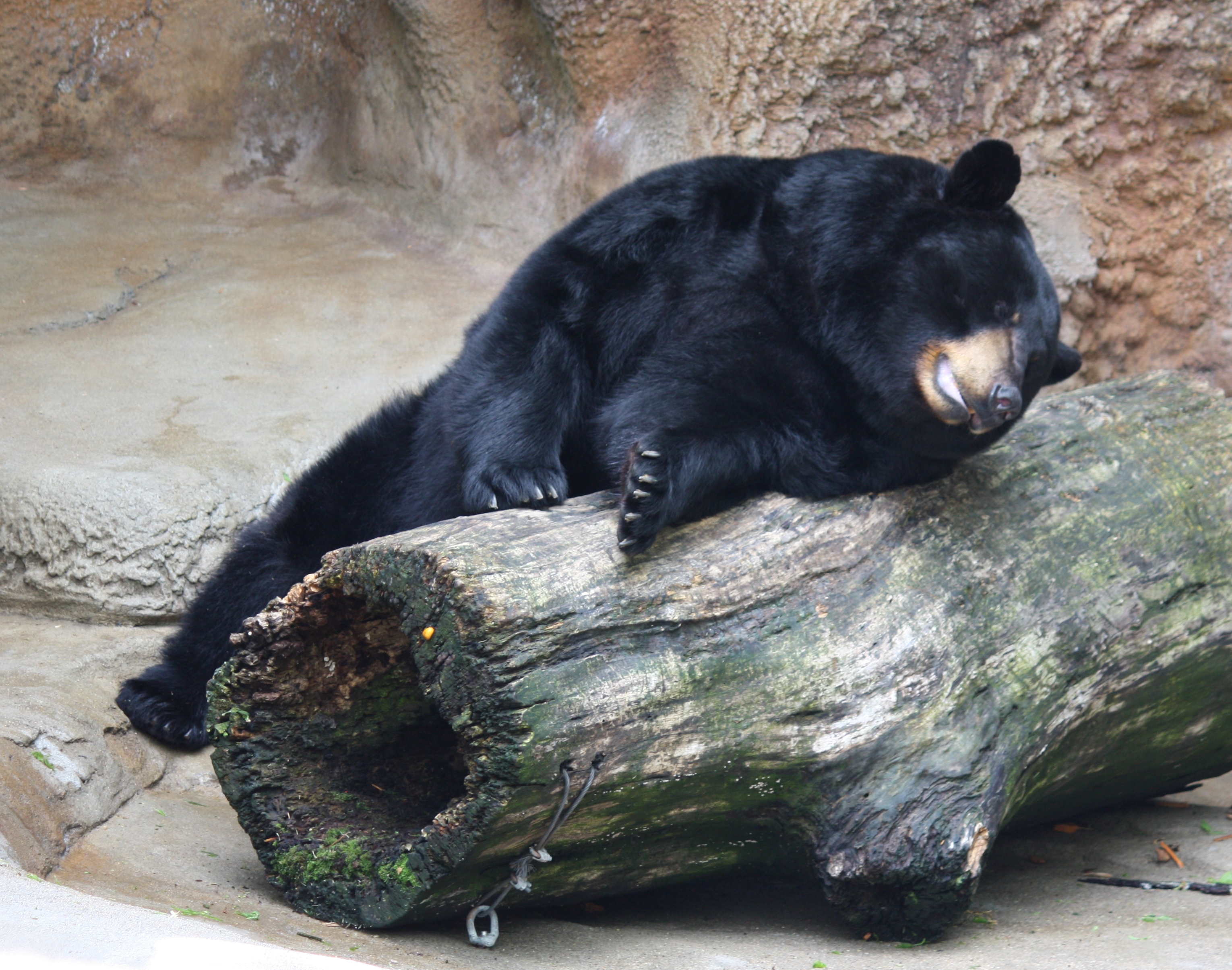
Exemplar del Zoo de Cincinnati
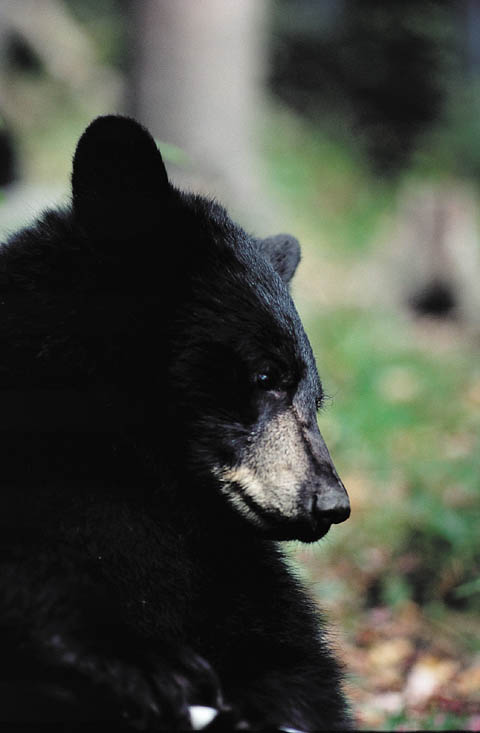
Primer pla
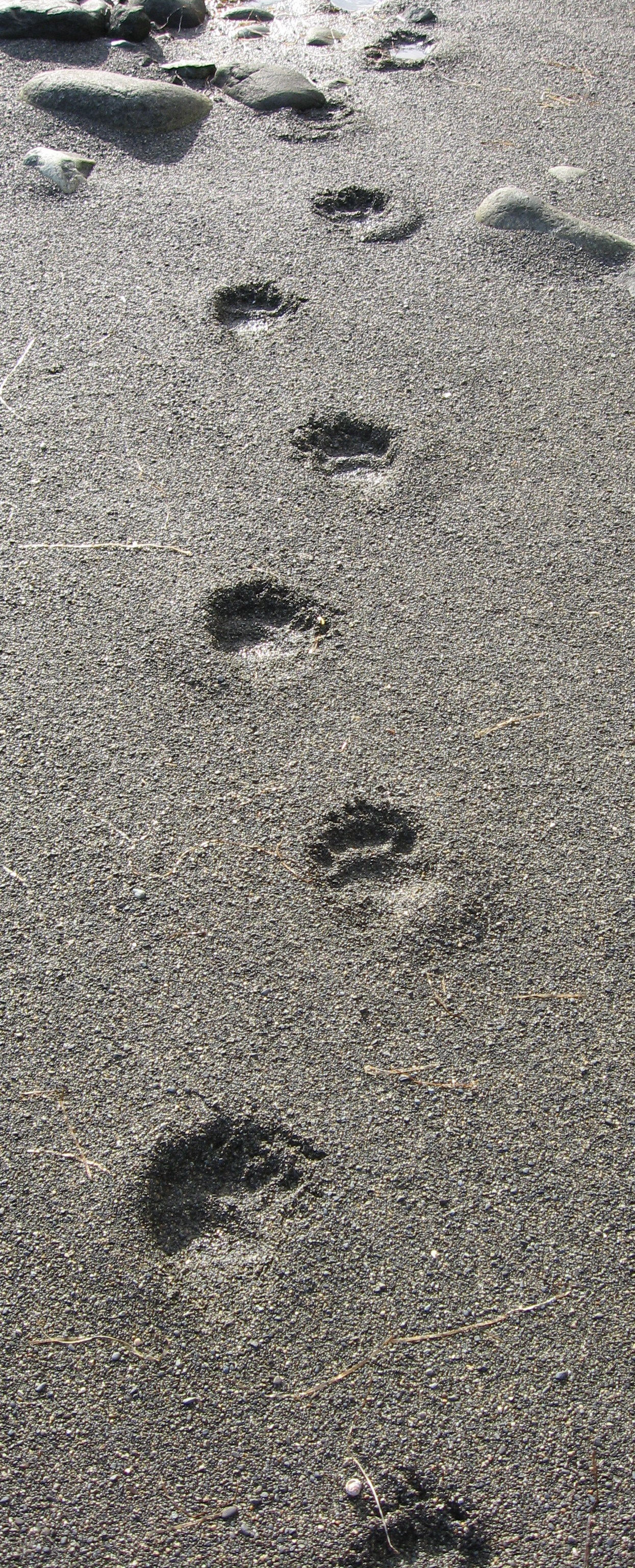
Petjades fotografiades a la Colúmbia Britànica (Canadà).
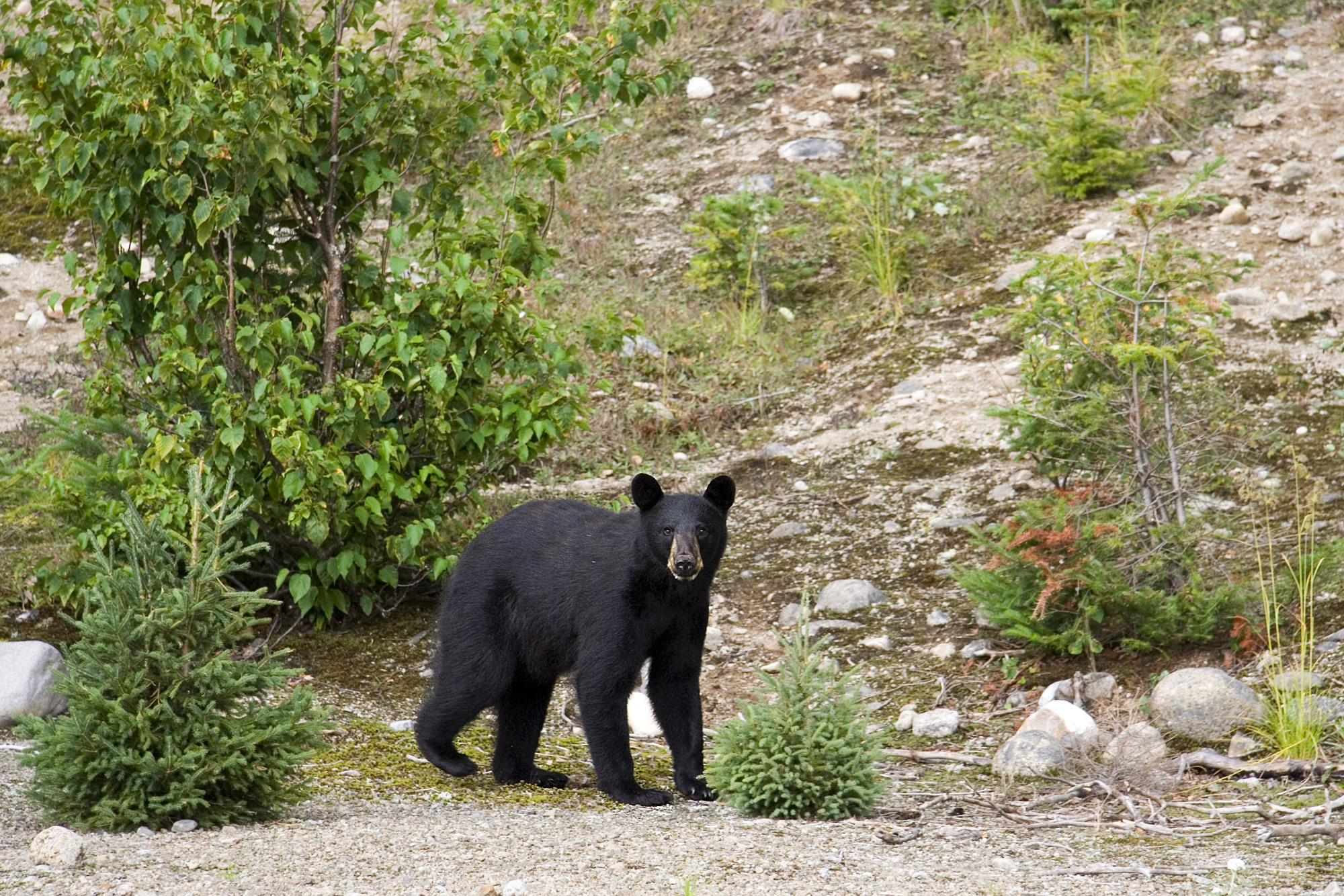
Exemplar fotografiat al Quebec
- Un os amb el seu cadell al parc nacional de Yoho, al Canadà
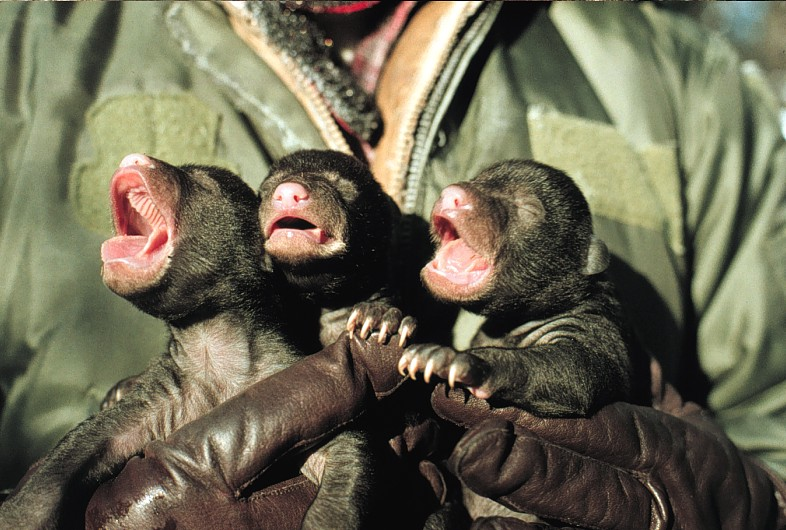
Cadells